# Bocus
Bocus is een geslacht van spinnen uit de familie springspinnen (Salticidae).

## Soorten
De volgende soorten zijn bij het geslacht ingedeeld:
- Bocus angusticollis Deeleman-Reinhold & Floren, 2003
- Bocus excelsus Peckham & Peckham, 1892
- Bocus philippinensis Wanless, 1978